# Анкор (Илиноис)
Анкор (енгл. Anchor) град је у америчкој савезној држави Илиноис.

## Демографија
По попису из 2010. године број становника је 146, што је 29 (-16,6%) становника мање него 2000. године.
| Група             | 2000.       | 2010.       |
| Белци             | 170 (97,1%) | 141 (96,6%) |
| Афроамериканци    | 0 (0,0%)    | 1 (0,7%)    |
| Азијати           | 0 (0,0%)    | 0 (0,0%)    |
| Хиспаноамериканци | 0 (0,0%)    | 0 (0,0%)    |
| Укупно            | 175         | 146         |